# Sorek
Sorek (en hébreu :, נחל שורק, Naḥal Soreq) est le nom d'une vallée et d'un oued d'Israël

## Présentation
Sorek signifie « vin de choix ».
Le lieu est mentionné dans le Livre des Juges. Samson, juge d'Israël d'une force surhumaine, y rencontre la Philistine Dalila et s'en éprend : « Après cela, il aima une femme dans la vallée de Sorek. Elle se nommait Delila ».
À l'époque du récit, les Philistins sont installés dans la vallée de Sorek, au pied des collines occupées par les Hébreux de la tribu de Dan à laquelle Samson appartient.
L'oued de Sorek sépare également la tribu de Dan au nord de la tribu de Juda au sud.

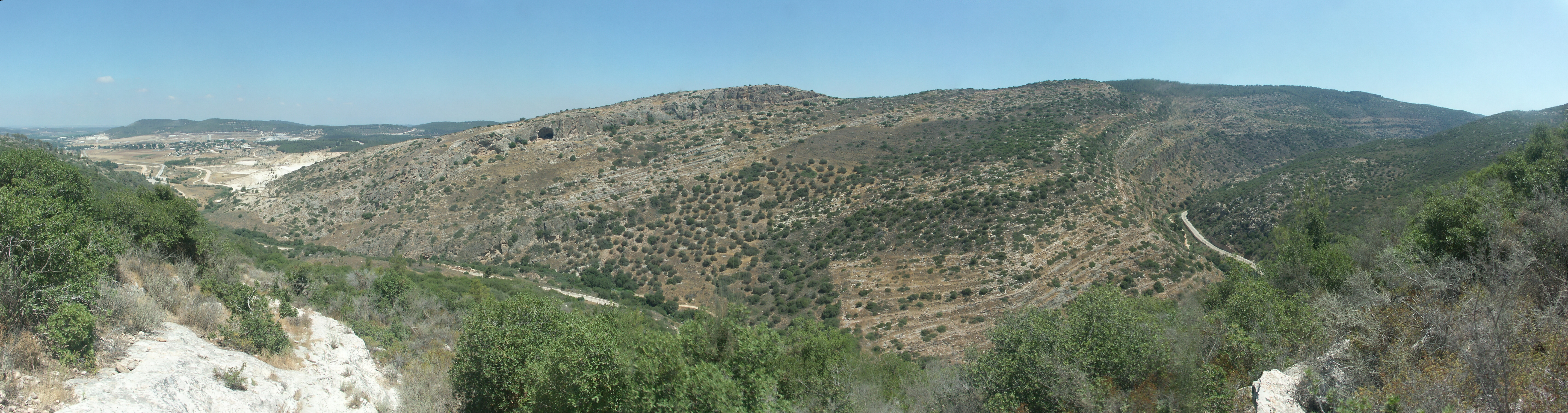
Vue panoramique de la vallée de Sorek